# Чемаєво
Чема́єво (рос. Чемаево, башк. Сәмәй) — присілок у складі Караідельського району Башкортостану, Росія. Входить до складу Урюш-Бітуллінської сільської ради.
Населення — 66 осіб (2010; 68 у 2002).
Національний склад:
- марійці — 87 %